# 西蒙·塞古瓦
Simone Segouin（法語：[simɔn səɡwɛ̃]；1925年10月3日—2023年2月21日），是一位女性法國抵抗運動參與者。

## 生平概述
Simone Segouin出身厄爾-盧瓦省的蒂瓦爾，與四個兄弟在家庭農場中長大。
第二次世界大戰在歐洲爆發後，駐紮在他家鄉附近的德軍要求他的父親向提供一份年輕女性的名單，以便他們重返軍隊；他的父親是共產主義者和反抗運動者，將他排除在外，聲稱他是一名女性裁縫，沒有做家務的天分。當德方人士把亞麻布帶到家庭農場修補時，這個詭計就暴露了；他以虛假的藉口逃跑了，甚至躲避母親和兄弟。
1943年前後，他加入自由射手和法國游擊隊（法語：Francs-tireurs et partisans，縮寫作FTP）並取化名作Nicole Minet。在FTP中，他的上級是Roland Boursier中尉，Boursier是集中營的逃犯並取化名作Germain，很快就成為他的伴侶。他在被任命為南區指揮聯絡官時，在德勒與沙特爾之間偷取了德軍司令部通訊員的自行車，以完成從武器運輸到分發秘密郵件之各種任務。在一次搜查中，他因在沙特爾擁有武器而被捕；後來，在一次英軍轟炸後的混亂中，他在絕境中獲救。隨後，他參與了破壞鐵路運輸的任務；FTP因缺乏炸藥而改以拔除鐵軌固定零件進行，他則負責向鐵路工作人員提醒不要讓旅客列車經過。他也參與了收容在家庭農場的逃亡者的救助工作。
1944年夏，他加入武裝奪回沙特爾的行列。當時，Germain得知一些德國人躲在蒂瓦爾附近一座磨坊裡，他們一同前往當地並發現至少24名武裝親衛隊士兵，Germain以德語與之對話，Segouin趁機收走了他們的武器，並將這些俘虜轉交美軍。不久之後，他被羅伯特·卡帕（Robert Capa）等戰地記者注意到，在收復後的沙特爾被拍下手持MP40衝鋒槍的身影，並在《生活》（Life）雜誌等刊物上發表，在國際間廣為傳播，影響各地女性抵抗運動等。後來，他成為少數幾位於戰爭結束前後在戴高樂將軍面前遊行的女性。
在沙特爾，他參與追捕當地殘留的德方人士，然後加入了收復巴黎的部隊。由於他的勇敢表現，他被任命為少尉，並於1946年由法國軍備部長兼FTP前領導人查爾斯·蒂龍（Charles Tillon）授予十字勳章（Croix de Guerre）。
戰爭結束後，Segouin與Boursier生下六個孩子，孩子的姓氏跟隨他，而且他從未與Boursier正式成婚；此外，他很長一段時間避免與子女討論他在戰爭中的行動。
晚年，他因身體虛弱，長年生活於療養院之中。 他病逝於2023年2月21日。